# وليم ويتشرلي
وليم ويتشرلي (بالإنجليزية: William Wycherley)‏ (1640م - 1716م)، كاتب مسرحي إنجليزي، ولد في مقاطعة شروبشاير، له مكانة مع السير جورج أترج ووليم كونجريف كمؤلف رائد للهجاء الساخر الذي يطلق عليه التمثيل الهزلي للسلوك خلال فترة التجديد في الأدب الإنجليزي. الكثير من مسرحيات ويتشرلي قاسية في هجائها الهزلي، وكانت مواقفه تجاه الناس في أحيان كثيرة ممتلئة ضغينة وتهكمًا.

## مسرحياته
أولى مسرحيات ويتشرلي الحب في غابة (1671م) وسيد الرقص النبيل (1672م)، كانتا تمثيليتين هزليتين خفيفتين من النوع الكوميدي. وتكشف مسرحية الزوجة الريفية (1675م) بقسوة موقف ويتشرلي نحو مجتمعه ونحو الإنسانية. واستوحى ويتشرلي مسرحية التاجر الساذج (1676م) بشكل جزئي من شكسبير وموليير، ولكن هذه المسرحية ظهرت أكثر قساوة في تقديمها للإنسانية.

## روابط خارجية
- وليم ويتشرلي على موقع الموسوعة البريطانية (الإنجليزية)
- وليم ويتشرلي على موقع قاعدة بيانات برودواي على الإنترنت (الإنجليزية)
- وليم ويتشرلي على موقع إن إن دي بي (الإنجليزية)